# Świetlikowo
Świetlikowo – kolonia kociewska w Polsce położona w województwie pomorskim, w powiecie tczewskim, w gminie Tczew. Wieś wchodzi w skład sołectwa Dalwin.
W latach 1975–1998 miejscowość należała administracyjnie do województwa gdańskiego.